# Princ Kaspian
Princ Kaspian (anglicky Prince Caspian) je kniha z edice Letopisy Narnie. Napsal ji C. S. Lewis, vydána byla v roce 1951, rok po knize Lev, čarodějnice a skříň. V češtině byla poprvé vydána v překladu Renaty Ferstové nakladatelstvím Orbis Pictus v roce 1992.
Hlavními postavami jsou čtyři králové a královny Narnie (Petr, Edmund, Zuzana a Lucie), princ Kaspian, Kaspianův strýc Miraz. Příběh pochází z dob, kdy Narnii vládli Telmaríni (národ pocházející ze země Telmar). V té době se všechna zvířata skrývala (Narnie před nástupem Telmarínů se nazývá „Stará Narnie“).

## Příběh
Telmarín Miraz se zmocní Narnie, zabije krále a všechny, kteří by mu mohli být na škodu, např. sedm Narnijských pánů pošle na východ na moře (o jejich nalezení vypráví kniha Plavba Jitřního poutníka). Mirazův synovec Kaspian stále žije, protože Miraz nemá nástupce na trůn. Od svého učitele a od své chůvy se tajně dozví něco o „Staré Narnii“. Jednou v noci se Mirazovi narodí syn – dědic trůnu, a Kaspianův život je v ohrožení. Kaspian se vydává na jih, cestou však narazí do stromu a upadne do bezvědomí. Když se po nějaké době probudí, zjistí, že se nachází v doupěti mluvícího jezevce. Spojí se s ostatními mluvícími zvířaty, trpaslíky a s fauny a rozpoutají válku. Když jsou v krizi, zatroubí na roh královny Zuzany, který dal Kaspianovi jeho učitel. Po zadutí na tento roh se má objevit pomoc. V té době, kdy zatroubil, se z jednoho anglického nádraží přesunuli bývalí králové (Petr, Edmund, Zuzana, Lucie) do Narnie, do hradu Cair Paravel. Hrad je v troskách, Miraz vládl na jiném hradě. Dostanou se na bojiště, zorganizují samostatnou bitvu mezi králem Mirazem a Petrem. Petr vyhraje, avšak Telmaríni i přes dohodu zaútočí. Po krátké chvíli proti nim vyrazí stromy, které se samy pohybují. Telmar je se stromy znepřátelený, proto vojáci utečou. Nakonec se Kaspian stane králem Narnie.

## Film
Kniha byla v roce 2008 zfilmována, film se jmenuje Letopisy Narnie: Princ Kaspian.